# Comuna Obârșia, Olt
Obârșia este o comună în județul Olt, Oltenia, România, formată din satele Câmpu Părului, Coteni, Obârșia (reședința), Obârșia Nouă și Tabonu.

## Demografie
Componența etnică a comunei Obârșia
     Români (88,78%)
     Romi (3,43%)
     Alte etnii (7,79%)
Componența confesională a comunei Obârșia
     Ortodocși (91,37%)
     Alte religii (0,75%)
     Necunoscută (7,88%)
Conform recensământului efectuat în 2021, populația comunei Obârșia se ridică la 2.131 de locuitori, în scădere față de recensământul anterior din 2011, când fuseseră înregistrați 2.902 locuitori. Majoritatea locuitorilor sunt români (88,78%), cu o minoritate de romi (3,43%). Din punct de vedere confesional, majoritatea locuitorilor sunt ortodocși (91,37%), iar pentru 7,88% nu se cunoaște apartenența confesională.

## Politică și administrație
Comuna Obârșia este administrată de un primar și un consiliu local compus din 11 consilieri. Primarul, Tiberiu-Adrian Roman[*], de la Partidul Social Democrat, este în funcție din 1 noiembrie 2024. Începând cu alegerile locale din 2024, consiliul local are următoarea componență pe partide politice:
|  | Partid                          | Consilieri | Componența Consiliului | Componența Consiliului | Componența Consiliului | Componența Consiliului | Componența Consiliului | Componența Consiliului |
|  | ------------------------------- | ---------- | ---------------------- | ---------------------- | ---------------------- | ---------------------- | ---------------------- | ---------------------- |
|  | Partidul Social Democrat        | 6          |                        |                        |                        |                        |                        |                        |
|  | Partidul Național Liberal       | 4          |                        |                        |                        |                        |                        |                        |
|  | Alianța pentru Unirea Românilor | 1          |                        |                        |                        |                        |                        |                        |

## Personalități
- Ivan Cismaru, profesor universitar, senator